# Кировский район (Ленинградская область)
Ки́ровский муниципа́льный райо́н — муниципальное образование в центральной части Ленинградской области.
Административный центр — город Кировск.

## География
Площадь района — 2,59 тыс. км², что составляет 3,08 % территории области. По этому показателю район занимает 15-е место в регионе.
Граничит:
- на востоке — с Волховским муниципальным районом;
- на юго-востоке — с Киришским муниципальным районом;
- на юго-западе — с Тосненским муниципальным районом;
- на западе — с городом федерального подчинения Санкт-Петербургом;
- на северо-западе — со Всеволожским муниципальным районом.

Расстояние от административного центра района до Санкт-Петербурга — 42 км.
С севера территория района омывается водами Ладожского озера.

## Климат
Климат умеренно континентальный, влажный, средняя температура января −7,7 °C, июля +17,7 °C.

## Природные ресурсы
Основные полезные ископаемые Кировского района — гравий, песок, щебень, глина и каолин. Добычу полезных ископаемых на территории района ведут предприятия — ОАО «Кампес» и ОАО «Победа ЛСР»

## История
Кировский район был образован 1 апреля 1977 года указом Президиума Верховного Совета РСФСР в результате разукрупнения Волховского и Тосненского районов. В состав района вошли 2 города районного подчинения (Отрадное, Петрокрепость), 5 городских посёлков (Мга, Назия, Павлово, Приладожский, Синявино) и 5 сельсоветов. Центром района стал город областного подчинения Кировск.
В апреле 1993 года город Шлиссельбург отнесён к категории городов областного подчинения.
18 января 1994 года постановлением главы администрации Ленинградской области № 10 «Об изменениях административно-территориального устройства районов Ленинградской области» изменено название административно-территориальной единицы «сельсовет» на исторически традиционное наименование административно-территориальной единицы России «волость», таким образом в составе района организовано 5 волостей.
17 апреля 1996 года после принятия областного закона № 9-ОЗ «Об административно-территориальном устройстве Ленинградской области» Кировский район получил статус муниципального образования.
С 1 января 2006 года в соответствии с областным законом № 100-оз от 29 ноября 2004 года «Об установлении границ и наделении соответствующим статусом муниципального образования Кировский муниципальный район и муниципальных образований в его составе». в составе района образованы 8 городских и 3 сельских поселений, города Кировск, Отрадное и Шлиссельбург вошли в состав района как городские поселения.

## Население
| 1979     | 1989     | 2002     | 2006     | 2009     | 2010     | 2011     | 2012     | 2013     |
| -------- | -------- | -------- | -------- | -------- | -------- | -------- | -------- | -------- |
| 63 284   | ↗74 725  | ↘60 221  | ↗95 200  | ↘94 753  | ↗101 353 | ↗101 497 | ↗102 720 | ↗104 679 |
| 2014     | 2015     | 2016     | 2017     | 2018     | 2019     | 2020     | 2021     | 2023     |
| ↘104 301 | ↗105 233 | ↘104 595 | ↗105 084 | ↗105 698 | ↗105 936 | ↗106 016 | ↗109 506 | ↘108 460 |
| 2024     | 2025     |          |          |          |          |          |          |          |
| ↘108 186 | ↗108 512 |          |          |          |          |          |          |          |

Национальный состав
По данным Всероссийской переписи населения 2010 года:
| Национальность | Численность (чел.) | Процент от указавших |
| -------------- | ------------------ | -------------------- |
| Русские        | 89 481             | 92,5%                |
| Украинцы       | 1957               | 2,0%                 |
| Белорусы       | 1041               | 1,1%                 |
| Другие         | 4261               | 4,4%                 |
| Не указали     | 4613               |                      |
| Всего          | 101 353            |                      |

По итогам переписи населения 2020 года проживали следующие национальности (национальности менее 0,1 % и другое, см. в сноске к строке «Другие»):
| Национальность | Численность, чел. | Доля     |
| -------------- | ----------------- | -------- |
| Русские        | 94 635            | 86,42 %  |
| Узбеки         | 794               | 0,73 %   |
| Украинцы       | 735               | 0,67 %   |
| Таджики        | 399               | 0,36 %   |
| Армяне         | 397               | 0,36 %   |
| Татары         | 349               | 0,32 %   |
| Белорусы       | 346               | 0,32 %   |
| Киргизы        | 332               | 0,30 %   |
| Азербайджанцы  | 231               | 0,21 %   |
| Аварцы         | 160               | 0,15 %   |
| Лезгины        | 143               | 0,13 %   |
| Казахи         | 116               | 0,11 %   |
| Другие         | 10 869            | 9,92 %   |
| Итого          | 109 506           | 100,00 % |

## Муниципально-территориальное устройство
Кировский муниципальный район как административно-территориальная единица делится на 12 поселений, как муниципальное образование — С 1 января 2006 года включает 11 муниципальных образований нижнего уровня, в том числе 8 городских поселений и 3 сельских поселения.
| №  | Поселение                            | Административный центр         | Количество населённых пунктов | Население (чел.) | Площадь (км²) |
| -- | ------------------------------------ | ------------------------------ | ----------------------------- | ---------------- | ------------- |
| 1  | Кировское городское поселение        | город Кировск                  | 2                             | ↗28 148          | 94,18         |
| 2  | Мгинское городское поселение         | городской посёлок Мга          | 19                            | ↗13 168          | 805,60        |
| 3  | Назиевское городское поселение       | городской посёлок Назия        | 15                            | ↘6652            | 413,60        |
| 4  | Отрадненское городское поселение     | город Отрадное                 | 1                             | ↗25 290          | 77,74         |
| 5  | Павловское городское поселение       | городской посёлок Павлово      | 4                             | ↗3730            | 34,64         |
| 6  | Приладожское городское поселение     | городской посёлок Приладожский | 2                             | ↘5822            | 57,61         |
| 7  | Синявинское городское поселение      | городской посёлок Синявино     | 1                             | ↗4496            | 34,79         |
| 8  | Шлиссельбургское городское поселение | город Шлиссельбург             | 1                             | ↗13 872          | 16,41         |
| 9  | Путиловское сельское поселение       | село Путилово                  | 8                             | ↗2810            | 195,00        |
| 10 | Суховское сельское поселение         | деревня Сухое                  | 18                            | ↘1531            | 466,36        |
| 11 | Шумское сельское поселение           | село Шум                       | 29                            | ↗2993            | 394,53        |

### Населённые пункты
В Кировском районе 100 населённых пунктов.
| №   | Населённый пункт | Тип                  | Население | Муниципальное образование            |
| --- | ---------------- | -------------------- | --------- | ------------------------------------ |
| 1   | Александровка    | деревня              | ↗2        | Назиевское городское поселение       |
| 2   | Алексеевка       | деревня              | ↘4        | Путиловское сельское поселение       |
| 3   | Апраксин         | посёлок              | ↘55       | Мгинское городское поселение         |
| 4   | Бабаново         | деревня              | ↗10       | Шумское сельское поселение           |
| 5   | Берёзовка        | деревня              | ↘9        | Мгинское городское поселение         |
| 6   | Бор              | деревня              | ↘30       | Суховское сельское поселение         |
| 7   | Валдома          | деревня              | ↗14       | Шумское сельское поселение           |
| 8   | Валовщина        | деревня              | ↗150      | Путиловское сельское поселение       |
| 9   | Васильково       | деревня              | ↗111      | Назиевское городское поселение       |
| 10  | Верола           | деревня              | →3        | Суховское сельское поселение         |
| 11  | Войбокало        | деревня              | ↗43       | Шумское сельское поселение           |
| 12  | Войбокало        | посёлок ж.д. станции | ↘322      | Шумское сельское поселение           |
| 13  | Войпала          | деревня              | ↘52       | Шумское сельское поселение           |
| 14  | Войтолово        | деревня              | ↗42       | Мгинское городское поселение         |
| 15  | Выстав           | деревня              | ↘115      | Суховское сельское поселение         |
| 16  | Гавсарь          | деревня              | ↘10       | Суховское сельское поселение         |
| 17  | Гнори            | деревня              | ↘8        | Шумское сельское поселение           |
| 18  | Горгала          | деревня              | ↗43       | Шумское сельское поселение           |
| 19  | Горка            | деревня              | ↘88       | Шумское сельское поселение           |
| 20  | Горная Шальдиха  | деревня              | ↗98       | Путиловское сельское поселение       |
| 21  | Городище         | деревня              | ↘6        | Назиевское городское поселение       |
| 22  | Горы             | деревня              | ↗286      | Павловское городское поселение       |
| 23  | Гулково          | деревня              | ↘0        | Суховское сельское поселение         |
| 24  | Дачное           | посёлок              | ↗39       | Павловское городское поселение       |
| 25  | Дусьево          | деревня              | ↗28       | Шумское сельское поселение           |
| 26  | Жихарево         | деревня              | ↗15       | Назиевское городское поселение       |
| 27  | Замошье          | деревня              | ↘8        | Назиевское городское поселение       |
| 28  | Иваново          | деревня              | →16       | Мгинское городское поселение         |
| 29  | Канзы            | деревня              | ↗10       | Шумское сельское поселение           |
| 30  | Карловка         | деревня              | ↗19       | Назиевское городское поселение       |
| 31  | Карпово          | деревня              | ↗6        | Шумское сельское поселение           |
| 32  | Келколово        | деревня              | ↗6        | Мгинское городское поселение         |
| 33  | Кировск          | город                | ↗27 083   | Кировское городское поселение        |
| 34  | Кирсино          | деревня              | ↘58       | Мгинское городское поселение         |
| 35  | Кобона           | деревня              | ↘97       | Суховское сельское поселение         |
| 36  | Койчала          | деревня              | ↘5        | Шумское сельское поселение           |
| 37  | Колосарь         | деревня              | ↘42       | Суховское сельское поселение         |
| 38  | Концы            | деревня              | ↗12       | Шумское сельское поселение           |
| 39  | Концы            | посёлок              | ↘305      | Шумское сельское поселение           |
| 40  | Лаврово          | деревня              | ↘115      | Суховское сельское поселение         |
| 41  | Леднево          | деревня              | ↘20       | Суховское сельское поселение         |
| 42  | Лезье            | деревня              | ↘95       | Мгинское городское поселение         |
| 43  | Лёмасарь         | деревня              | ↘5        | Суховское сельское поселение         |
| 44  | Лукинское        | деревня              | ↘2        | Назиевское городское поселение       |
| 45  | Мга              | городской посёлок    | ↗11 119   | Мгинское городское поселение         |
| 46  | Мёндово          | местечко             | ↗3        | Шумское сельское поселение           |
| 47  | Митола           | деревня              | ↘0        | Суховское сельское поселение         |
| 48  | Михайловский     | посёлок              | ↘54       | Мгинское городское поселение         |
| 49  | Молодцово        | посёлок              | ↗1065     | Кировское городское поселение        |
| 50  | Мостовая         | деревня              | ↘4        | Суховское сельское поселение         |
| 51  | Мучихино         | деревня              | ↗80       | Назиевское городское поселение       |
| 52  | Муя              | деревня              | ↗144      | Мгинское городское поселение         |
| 53  | Назия            | городской посёлок    | ↘6111     | Назиевское городское поселение       |
| 54  | Назия            | деревня              | ↘244      | Приладожское городское поселение     |
| 55  | Назия            | посёлок ж.д. станции | ↘140      | Путиловское сельское поселение       |
| 56  | Нижняя Шальдиха  | деревня              | ↘89       | Путиловское сельское поселение       |
| 57  | Низово           | деревня              | ↗135      | Суховское сельское поселение         |
| 58  | Никольское       | деревня              | ↗10       | Назиевское городское поселение       |
| 59  | Новая Малукса    | посёлок              | ↗154      | Мгинское городское поселение         |
| 60  | Новинка          | посёлок              | ↘122      | Павловское городское поселение       |
| 61  | Новый Быт        | посёлок ж.д. станции | ↘218      | Шумское сельское поселение           |
| 62  | Овдакало         | деревня              | ↗1        | Шумское сельское поселение           |
| 63  | Остров           | деревня              | ↘10       | Суховское сельское поселение         |
| 64  | Отрадное         | город                | ↗25 290   | Отрадненское городское поселение     |
| 65  | Павлово          | городской посёлок    | ↘3252     | Павловское городское поселение       |
| 66  | Павловский       | хутор                | ↘0        | Назиевское городское поселение       |
| 67  | Падрила          | деревня              | ↘1        | Шумское сельское поселение           |
| 68  | Пейчала          | деревня              | ↗17       | Шумское сельское поселение           |
| 69  | Петрово          | деревня              | ↗6        | Мгинское городское поселение         |
| 70  | Петровщина       | деревня              | ↘27       | Путиловское сельское поселение       |
| 71  | Пиргора          | деревня              | ↘8        | Шумское сельское поселение           |
| 72  | Плитняки         | местечко             | ↗3        | Назиевское городское поселение       |
| 73  | Погостье         | посёлок ж.д. станции | →2        | Мгинское городское поселение         |
| 74  | Подолье          | деревня              | →0        | Назиевское городское поселение       |
| 75  | Поляны           | деревня              | ↘17       | Путиловское сельское поселение       |
| 76  | Приладожский     | городской посёлок    | ↘5578     | Приладожское городское поселение     |
| 77  | Путилово         | село                 | ↗1908     | Путиловское сельское поселение       |
| 78  | Пухолово         | деревня              | ↗166      | Мгинское городское поселение         |
| 79  | Ратница          | деревня              | →12       | Шумское сельское поселение           |
| 80  | Речка            | деревня              | ↗22       | Шумское сельское поселение           |
| 81  | Ручьи            | деревня              | ↘16       | Суховское сельское поселение         |
| 82  | Рындела          | деревня              | ↗58       | Шумское сельское поселение           |
| 83  | Сандела          | деревня              | ↘5        | Суховское сельское поселение         |
| 84  | Сибола           | деревня              | ↗29       | Шумское сельское поселение           |
| 85  | Синявино         | городской посёлок    | ↗4496     | Синявинское городское поселение      |
| 86  | Сирокасска       | деревня              | ↘13       | Назиевское городское поселение       |
| 87  | Славянка         | деревня              | ↘19       | Мгинское городское поселение         |
| 88  | Сологубовка      | деревня              | ↗395      | Мгинское городское поселение         |
| 89  | Сологубовка      | посёлок ж.д. станции | ↗62       | Мгинское городское поселение         |
| 90  | Сопели           | деревня              | ↗5        | Шумское сельское поселение           |
| 91  | Старая Малукса   | посёлок              | ↗892      | Мгинское городское поселение         |
| 92  | Старая Мельница  | деревня              | ↘30       | Назиевское городское поселение       |
| 93  | Сухое            | деревня              | ↘325      | Суховское сельское поселение         |
| 94  | Терёбушка        | деревня              | ↘2        | Шумское сельское поселение           |
| 95  | Тобино           | деревня              | ↗18       | Шумское сельское поселение           |
| 96  | Турышкино        | деревня              | ↗34       | Мгинское городское поселение         |
| 97  | Феликсово        | деревня              | ↘5        | Шумское сельское поселение           |
| 98  | Чёрное           | деревня              | ↘35       | Суховское сельское поселение         |
| 99  | Шлиссельбург     | город                | ↗13 872   | Шлиссельбургское городское поселение |
| 100 | Шум              | село                 | ↘1694     | Шумское сельское поселение           |

## Экономика

### Промышленность
Обрабатывающие производства. За 2010 год крупными и средними предприятиями произведено товаров и услуг на сумму 11,4 млрд рублей. Среднесписочная численность работников в сфере обрабатывающей промышленности в 2010 году возросла на 8,3 % и составила 5706 человек.
На предприятия пищевой отрасли от общего объёма обрабатывающего производства приходится 45 % или 5,2 млрд руб. Особой стабильностью в производстве продовольственных товаров отличаются предприятия пищевой промышленности ООО «Пит-Продукт», ЗАО Кондитерское объединение «Любимый край» и ООО «Петропродукт-Отрадное».
На предприятия строительной индустрии от общего объёма обрабатывающего производства приходится 13 % или 1,5 млрд рублей.
В производстве транспортных средств и оборудования. Предприятиями этого вида деятельности построено судов и произведено оборудования на сумму 2,8 млрд рублей, что составило 24,8 % от объёмов обрабатывающих производств района. В частности ОАО «Пелла» в 2010 году построило 11 буксиров. Буксиры нового поколения успешно эксплуатируются во всех крупных российских портах. Их высокое качество и современное техническое оснащение оценили заказчики из Норвегии, Италии и многих других стран. ОАО «Невский судостроительный-судоремонтный завод» в декабре 2010 года успешно прошло аудит действующей на заводе системы менеджмента качества и продолжает совершенствовать процесс производства и его технологичность. Знаковым событием стал спуск на воду 23 ноября головного многофункционального аварийно-спасательного судна «Спасатель Карев». А уже 14 декабря состоялась торжественная церемония закладки киля следующего самоходного сухогрузного судна по заказу ОАО «Северо-Западный флот».
В производстве электрооборудования, электронного и оптического оборудованияв 2010 году отмечается рост на 11,3 %. Так в 2010 году ОАО Завод «Ладога» удалось преодолеть последствия кризиса и сформировать портфель заказов на 2011 год. ОАО «Невский завод „Электрощит“» планирует проведение реконструкции с заменой и модернизацией действующего оборудования.

### Сельское хозяйство
В агропромышленном комплексе в 2010 году проявилась устойчивая тенденция стабилизации в развитии сельскохозяйственного производства. Реализация всех видов сельскохозяйственной продукции достигла 6,7 млрд руб. Наиболее значимыми предприятиями района данной отрасли являются по производству:
- молока — СПК «Дальняя Поляна»
- картофеля — ЗАО «Ладога», крестьянско-фермерское хозяйство Быкова А. Д.
- яиц — ЗАО «Птицефабрика „Синявинская“»
- мяса птицы — ОАО «Птицефабрика „Северная“»

Уже в нынешнем году в рамках проекта «Развитие АПК», ЗАО «Птицефабрика Синявинская» начнёт третий этап реконструкции действующего производства. И если в 2010 году птицефабрика «Синявинская» произвела около 800 млн штук яиц, то выйдя на плановую мощность, будет производить до 1,2 млрд штук яиц в год.
ЗАО «Птицефабрика Северная» ведёт строительство комплекса по выращиванию цыплят-бройлеров. Срок реализации данного проекта — июль 2013 года.
С 2010 года начата реализация проекта по производству мяса индюков крестьянским хозяйством «Русь».
Всего в 2010 году предприятиями отрасли в 2010 году произведено:
- молока — 3202 тонны, что составило 76 % к уровню 2009 году (в 2009 г. было ликвидировано молочное стадо в ЗАО «Мгинское»), удой на одну фуражную корову составил 6977 кг молока, (+ 637 кг по сравнению с прошлым годом)
- мяса крупного рогатого скота и птицы — 71 135,6 тонн или 103 % к уровню 2009 года.
- куриных яиц — 777,2 млн штук, что составило 103,3 % к уровню 2009 года.
- улов рыбы — 316 тонн, производство филе рыбы — 175 тонн.

Валовой сбор:
- зерна — 1034 тонны при средней урожайности 26,4 ц/га
- картофеля — 6849 тонны при урожайности 175 ц/га
- овощей — 2302 тонн, средняя урожайность — 245 ц/га

## Транспорт

### Автомобильные дороги
По территории района проходят автодороги:
- А120 (Санкт-Петербургское южное полукольцо)
- Р21 (E 105) «Кола» (Санкт-Петербург — Петрозаводск — Мурманск)
- 41А-004 (Павлово — Луга)
- 41К-028 (Ульяновка — Отрадное)
- 41К-119 (Дусьево — Остров)
- 41К-120 (подъезд к станции Жихарево)
- 41К-121 (Санкт-Петербург — Кировск)
- 41К-122 (Лаврово — Шум — Ратница)
- 41К-123 (Лаврово — Кобона — Сухое)
- 41К-124 (Петрово — ст. Малукса)
- 41К-127 (Шлиссельбург — Назия)
- 41К-128 (подъезд к гор. Шлиссельбург)
- 41К-129 (Нижняя Шальдиха — Лаврово)
- 41К-237 (подъезд к дер. Назия)
- 41К-238 (Войбокало — Новый Быт)
- 41К-239 (Войпала — Горная Шальдиха)
- 41К-521 (подъезд к дер. Войпала)
- 41К-522 (подъезд к ст. Войбокало)
- 41К-523 (подъезд к дер. Гнори)
- 41К-524 (Кобона — Чёрное)
- 41К-529 (подъезд к дер. Валовщина)
- 41К-530 (Горка — Пиргора)
- 41К-531 (Канзы — 84 км. автодороги «Кола)
- 41К-532 (Войбокало — Концы)
- 41К-533 (Шум — Падрила)
- 41К-534 (Валдома — Карпово)
- 41К-535 (Ратница — Терёбушка)
- 41К-536 (Горка — Горгала)
- 41К-537 (Сибола — Канзы)
- 41К-538 (Назия — Карловка)
- 41К-539 (Шум — Овдакало)
- 41К-540 (Войбокало — Тобино)
- 41К-541 (Мучихино — Назия)
- 41К-542 (Назия — Рабочие посёлки №1 и № 2)
- 41К-543 (подъезд к пос. Приладожский)
- 41К-544 (13 км. автодороги Магистральная — пл. Апраксин)
- 41К-546 (Путилово — Поляны)

## Достопримечательности

### Кировск
- Музей-заповедник «Прорыв блокады Ленинграда», выставка военной техники

### Шлиссельбург
- Крепость «Орешек»

### Отрадное
- Здание почтовой станции бывшего Пеллинского дворца — объект культурного наследия России федерального значения[34]
- Ивановские пороги
- Ивановский пятачок
- Невский порог — мемориал на берегу реки Тосны, входит в состав Зелёного пояса Славы
- Церковь святого Иоанна Милостивого — действующий православный храм

### Синявино
- Синявинские высоты

### Сологубовка
- Кладбище немецких военнопленных и Парк Мира

### Чёрное
- Церковь Ильи Пророка